# Terowie
Terowie est une petite ville en Australie-Méridionale, située au nord d'Adelaïde, dans la Région de Goyder.
On y trouve plusieurs bâtiments datant des années 1880, qui lui donnent le statut de « ville historique ».

## Galerie

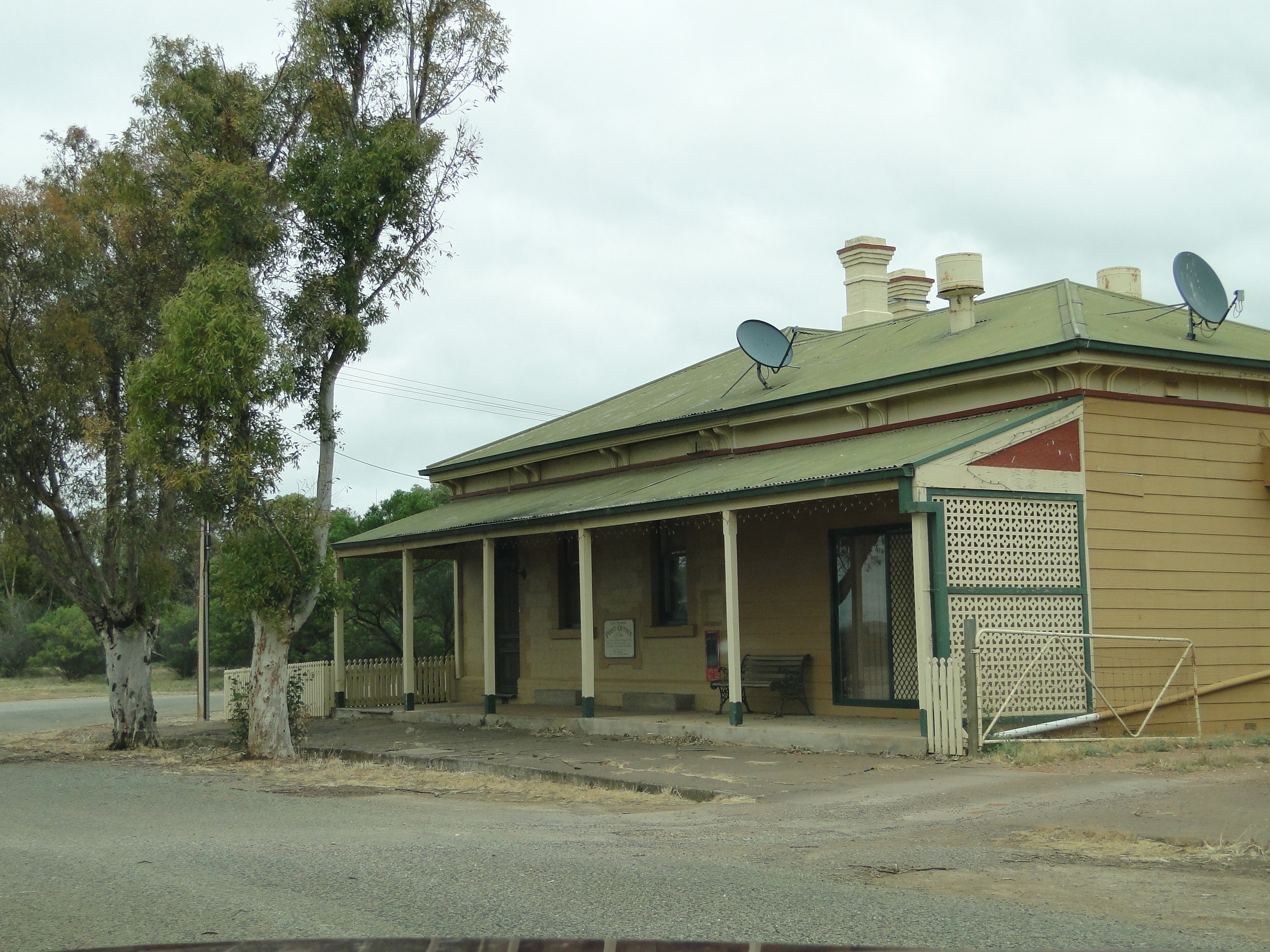
Ancien bureau de poste
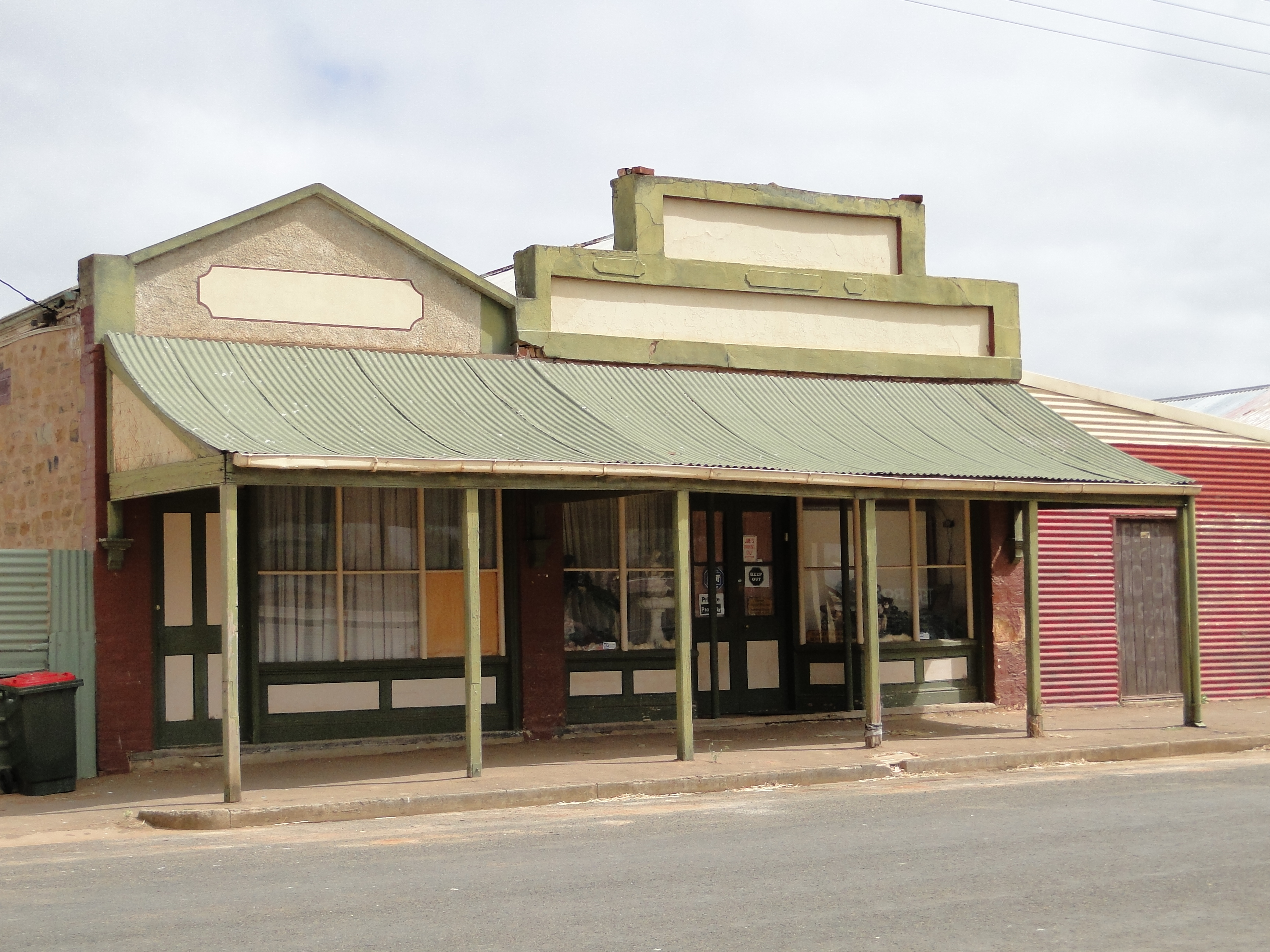
Anciennes boutiques
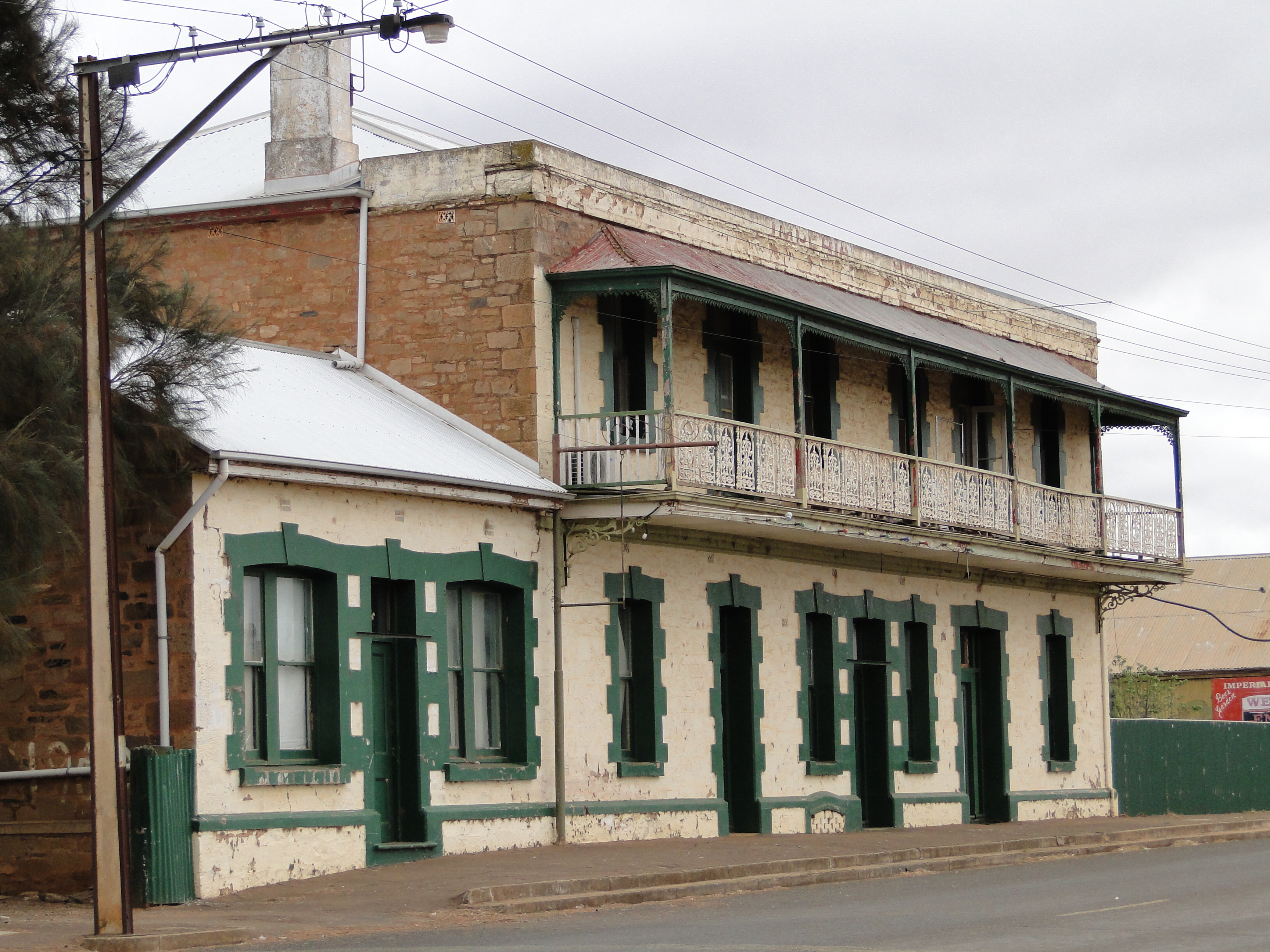
Imperial Hotel
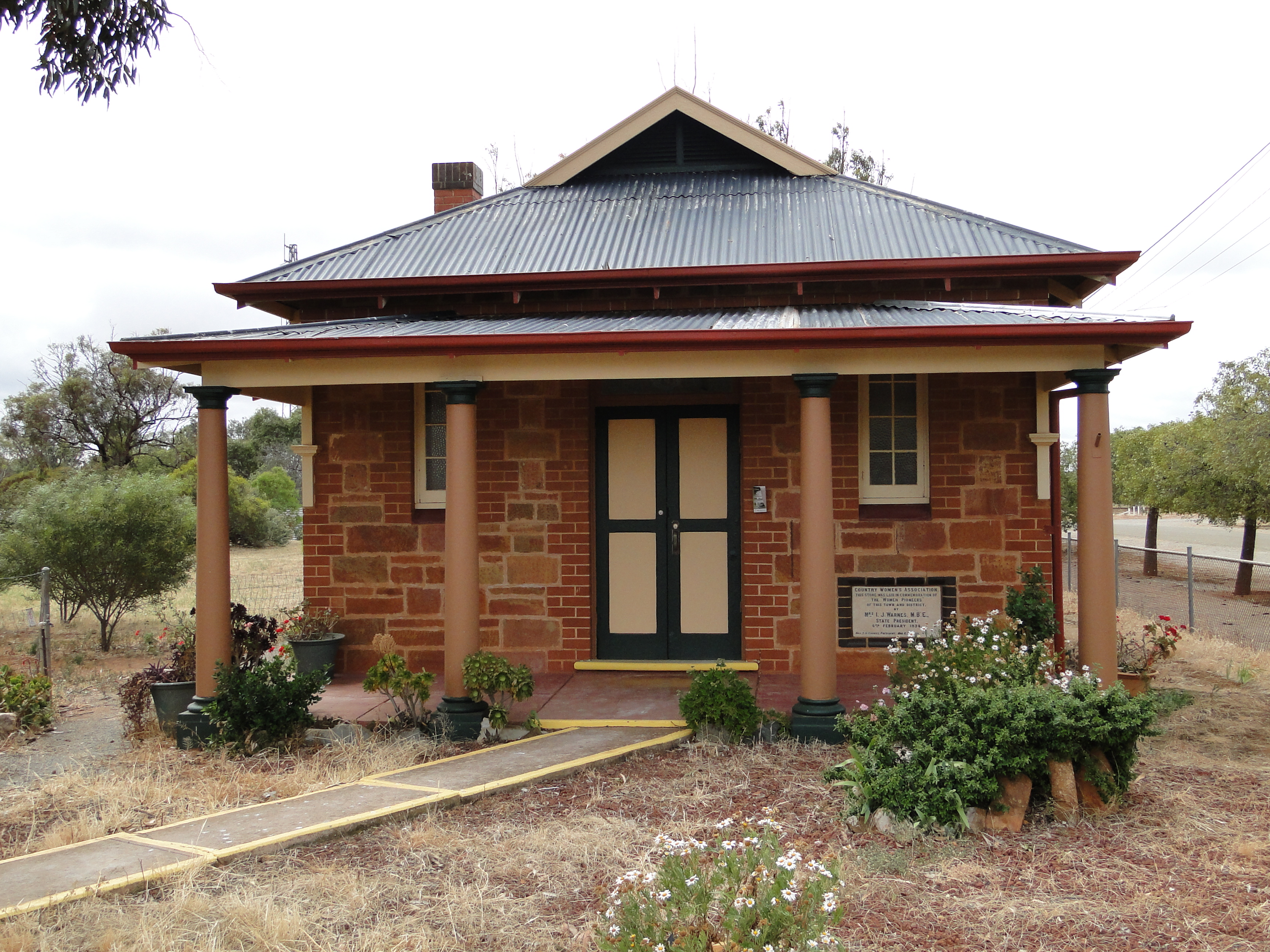
CWA
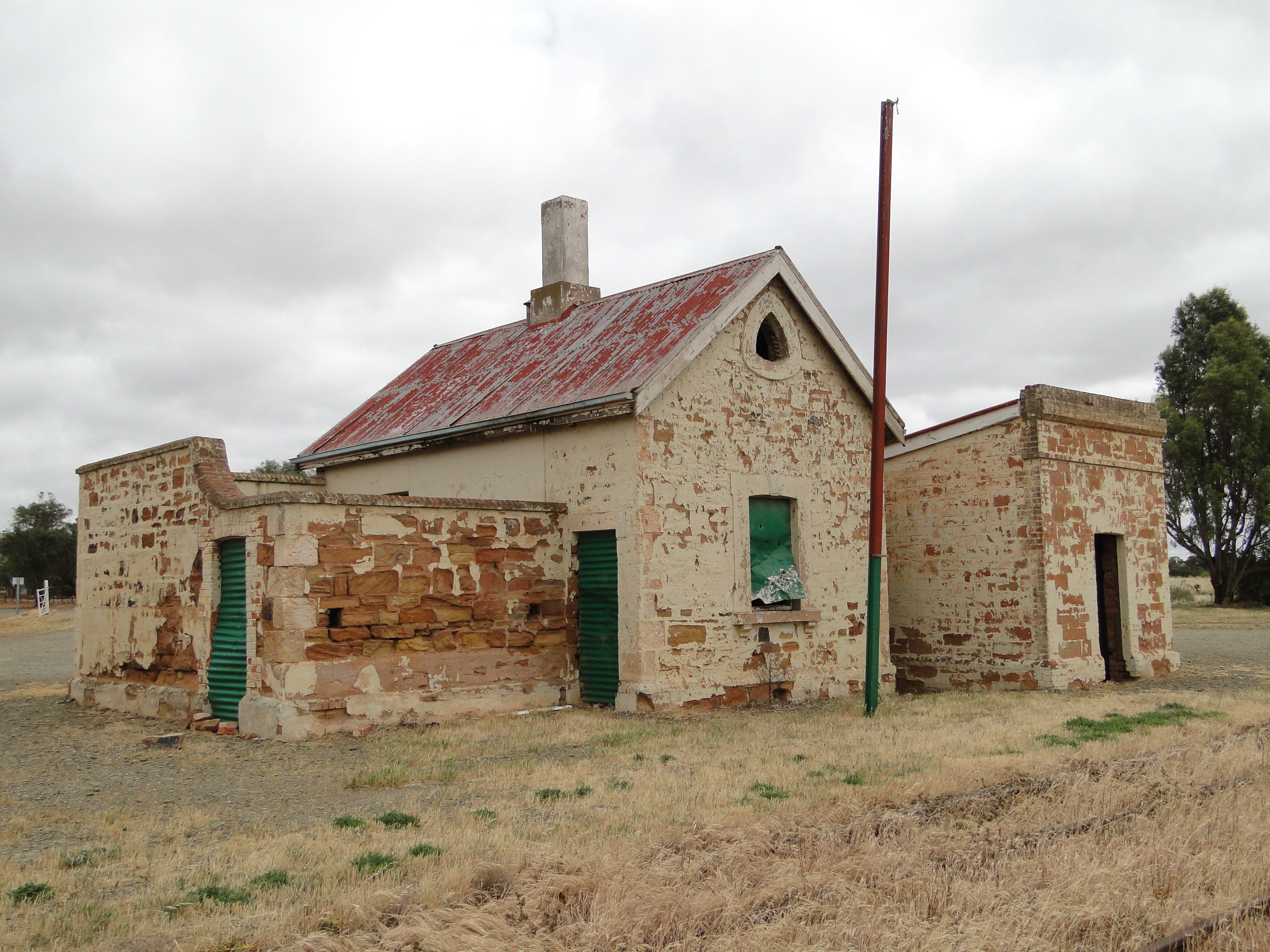
Vestiges de l'ancienne gare